# Palazzo Gaddi (Forlì)
Palazzo Gaddi è un edificio di origini medievali che si trova nella parte antica di Forlì, lungo la via Emilia, l'odierno corso Garibaldi. È fiancheggiato da via Gaddi. Vi trovano sede il Museo del Risorgimento e il Museo romagnolo del teatro.

## Storia

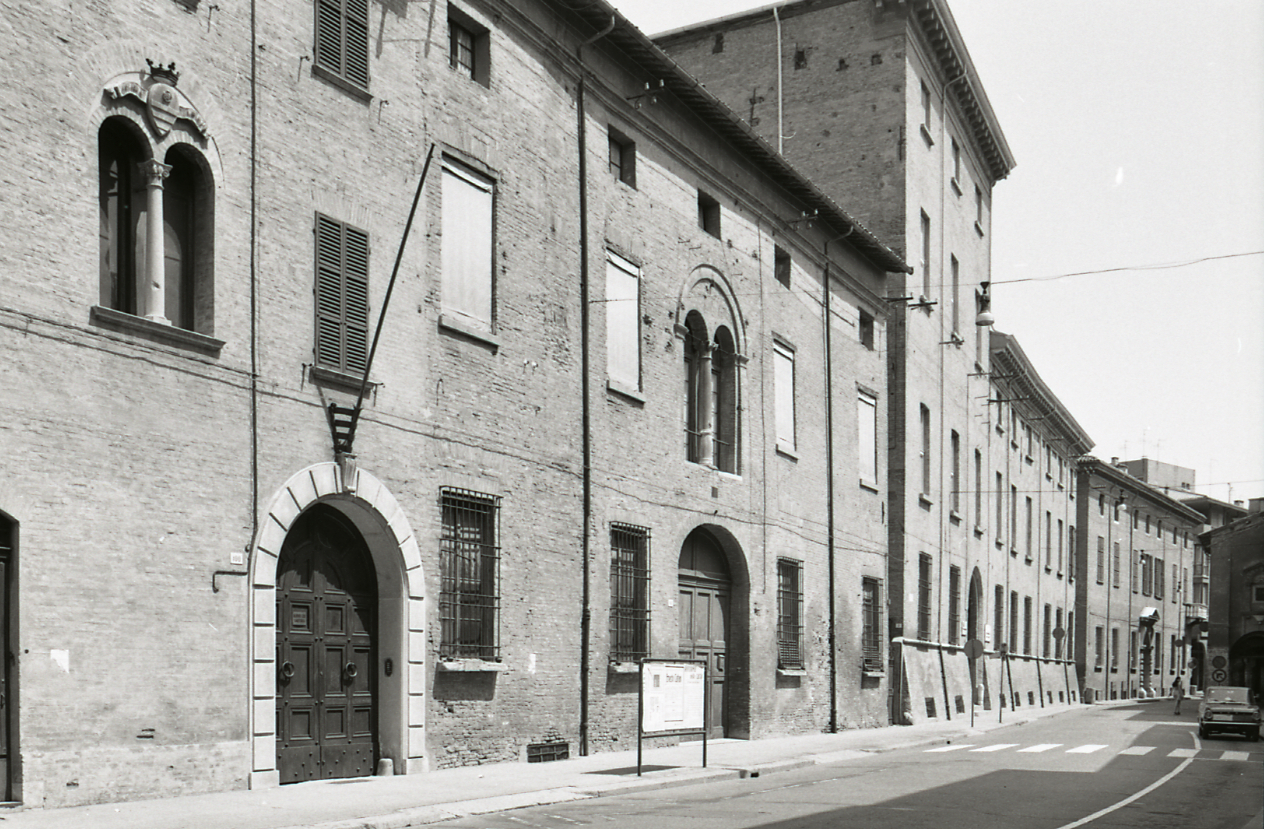
Scorcio da corso Garibaldi in una foto di Paolo Monti del 1971

Il palazzo appartenne alla famiglia Gaddi che nel Settecento lo fece restaurare dagli architetti Antonio Torri e Francesco Maria Angelini.
Sede del Liceo Musicale "A. Masini" fino al 1989, il palazzo è divenuto poi sede del Museo del Risorgimento e del Museo romagnolo del teatro.

## Descrizione

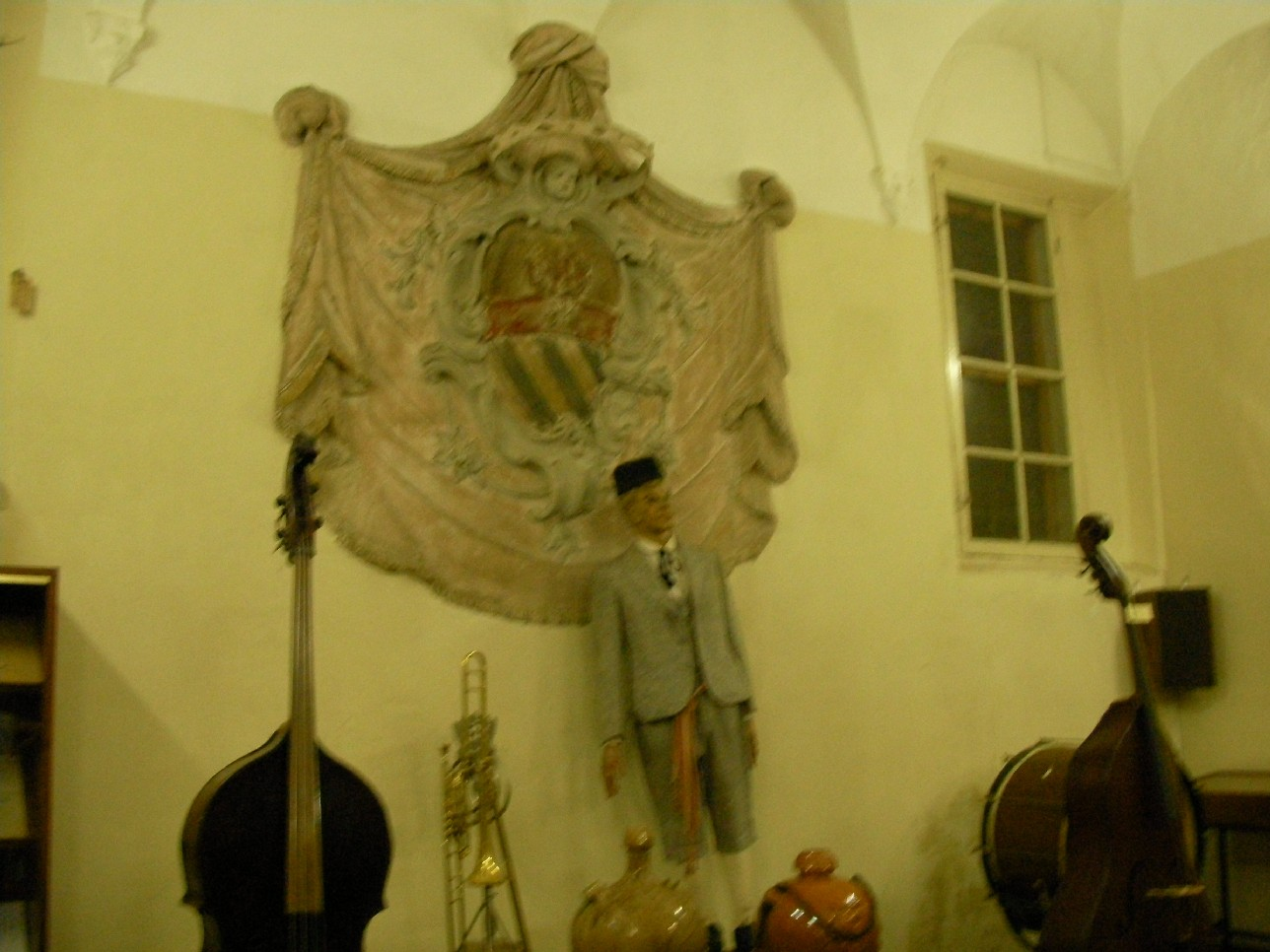
Una stanza del museo al piano inferiore

L'esterno è piuttosto semplice, come è tipico dei palazzi forlivesi (dove la mentalità era che "solo l'interno è dei padroni"), ma l'interno è riccamente decorato in stile barocco, e presenta dipinti di Felice Giani.
Entrando si accede ad un corridoio che termina nel cortile. Da qui a destra vi è una porta da cui si accede alla grande scalinata. Sul soffitto si trova una cupola ovale completamente affrescata. Al piano di sopra vi sono le sale di rappresentanza ricche di decorazioni, affreschi e dipinti.